# كوستيا أولمان
كوستيا أولمان (بالألمانية: Kostja Ullmann)‏ هو ممثل ألماني، ولد في 30 مايو 1984 في ألمانيا.

## أعمال

### أفلام
- (2014) أخطر الرجال المطلوبين[3][4]

## وصلات خارجية
- كوستيا أولمان على موقع IMDb (الإنجليزية)
- كوستيا أولمان على موقع مونزينجر (الألمانية)
- كوستيا أولمان على موقع ألو سيني (الفرنسية)
- كوستيا أولمان على موقع ميوزك برينز (الإنجليزية)
- كوستيا أولمان على موقع أول موفي (الإنجليزية)
- كوستيا أولمان على موقع ديسكوغز (الإنجليزية)
- كوستيا أولمان على موقع قاعدة بيانات الفيلم (الإنجليزية)
- كوستيا أولمان على موقع كينوبويسك (الروسية)